# Caylusea jaberi
Caylusea jaberi là một loài thực vật có hoa trong họ Resedaceae. Loài này được Abedin mô tả khoa học đầu tiên năm 1986.